# Инициация

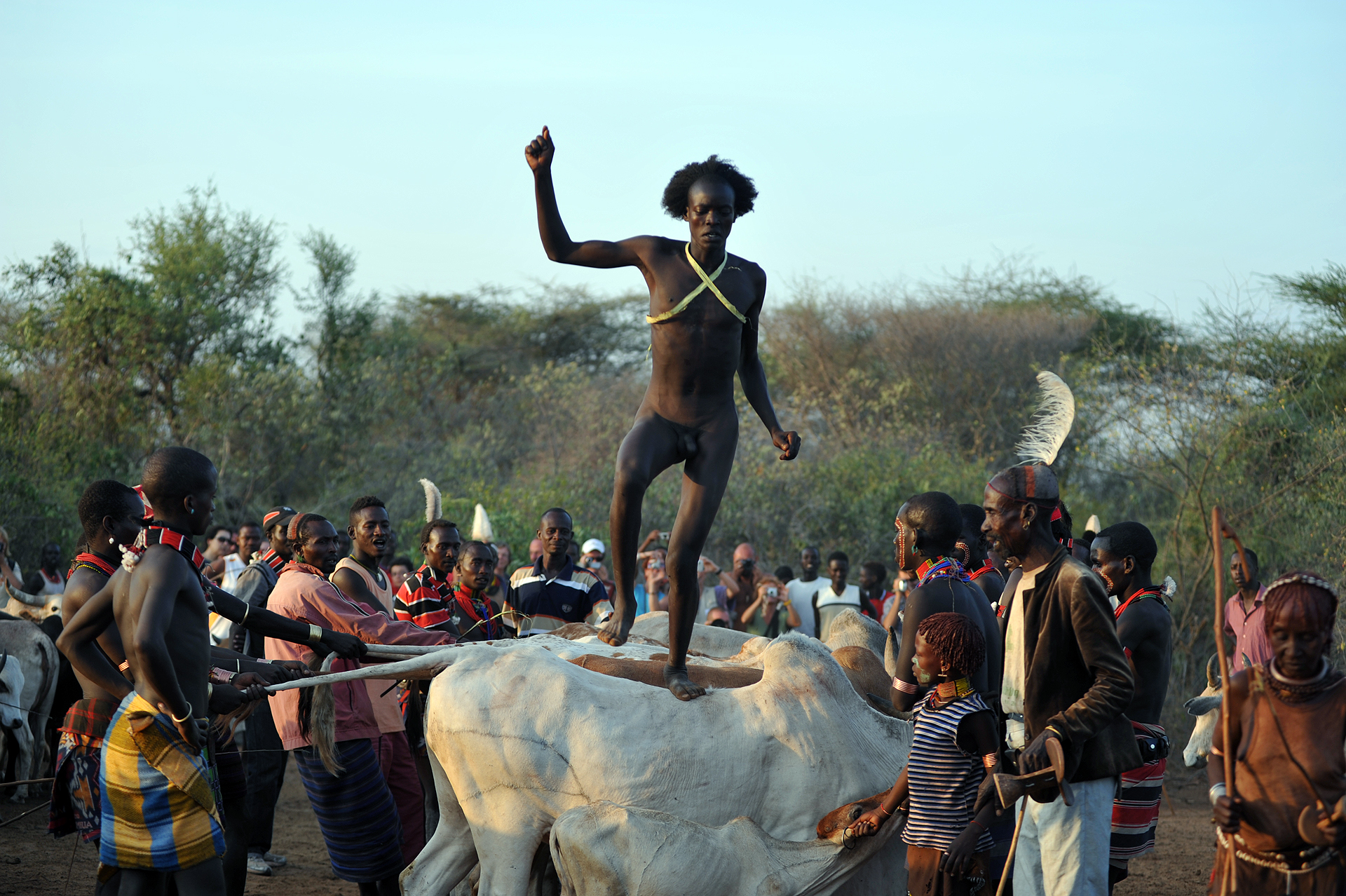
У эфиопской народности хамер инициация предполагает перепрыгивание через быка

Инициа́ция (лат. initiatio), или посвящение, — один из обрядов перехода, знаменующий переход индивидуума на новую ступень развития в рамках какой-либо общественной группы или мистического общества. Примерами инициации в христианском контексте могут служить крещение, конфирмация, пострижение в монахи. В светском контексте примерами могут служить посвящение в рыцари, масонское посвящение и военная присяга.

## У охотников-собирателей

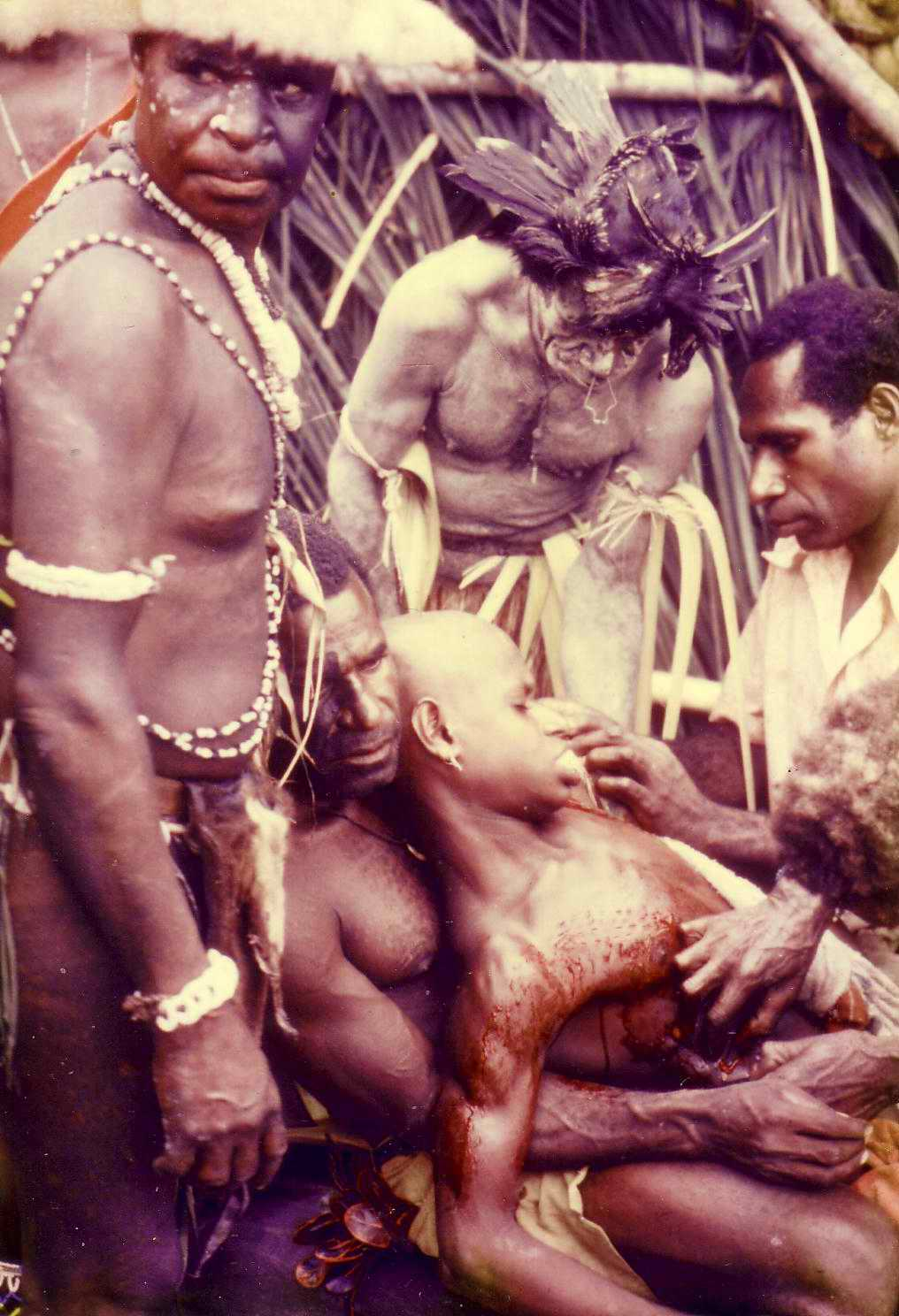
Церемония инициации, деревня Корога на реке Сепик, Папуа-Новая Гвинея, 1975

Проявления инициации можно проследить с глубокой древности, практически у всех народов. У охотников-собирателей инициация часто занимает целые месяцы (до года). Во многих племенах инициируемые подростки живут обособленно от остальных в так называемом мужском доме, где приобщаются к тайному знанию предков и к секретным культам. От инициируемого часто требуется воздержание от определённых видов пищи. Не прошедший инициацию не может стать полноправным членом племени и, соответственно, не может принимать участие в обрядах племени (например, вступать в брак).
В первобытных обществах инициация, как правило, сопряжена с различными испытаниями, часто весьма мучительными: например, нанесением татуировок, телесных повреждений, укусами муравьёв, хирургическими вмешательствами, особенно в область гениталий и т. д. Нередко применяются различные средства, вызывающие сонливость или значительное снижение болевой чувствительности, благодаря чему создавались условия для преодоления болезненных испытаний. По некоторым оценкам, в традиционных обществах охотников-собирателей в ходе инициации погибает каждый десятый инициируемый.
Мифы и предания древнего, дородового периода свидетельствуют о многообразии обрядов. Учёные различают три категории посвящения — три типа перехода. Первая включает коллективные обряды, знаменующие переход от детства или юношества к взрослому возрасту (часто совершаются в возрасте 6 или 12 лет), а также ритуалы, проходящие индивидуально или в узких группах. Вторая категория обрядов включает все виды обрядов вступления в тайное общество или братство. Третья категория посвящения подтверждает мистическое призвание, которое на уровне первобытных религий представляет призвание шамана или вождя. Отличительной особенностью третьей категории посвящения является более сильное религиозное переживание, по сравнению с тем, которое выпадает на долю других членов сообщества.
По мере того, как традиционное общество подвергается модернизации, посвятительные обряды перестают восприниматься всерьёз. Их продолжают соблюдать, но скорее как дань традиции.

### Обряды инициации подростков
Сам переход (посвящение) состоял из чередования обрядов:
- отделения (лат. separatio) — это разрыв, в некоторых случаях достаточно грубый, с миром детства, который для ребёнка являлся миром «материнским» и «женским», разрыв с состоянием безответственности и наивности, невежества и детской асексуальности.
- промежуточного периода «грани миров» (лат. margo или лат. limen, что по-латыни означает «порог»). Подростки (неофиты) помещались в неизведанный ими мир на достаточно большой промежуток времени (иногда до года). Мир, в котором теперь находился неофит, был миром священным. Между ним и материальным миром существовал разрыв, нарушенная непрерывность. Этот этап посвящения вводил подростка в мир духовных ценностей и одновременно в законы человеческого общества. За этот период он узнавал мифы и священные традиции племени, имена богов и историю их деяний, а также правила поведения, организацию взрослых. В процессе этого испытания подростки должны были доказать силу воли и духа, что должно было означать их присутствие в мире и ответственность. Во многих племенах в этот период налагались множественные запреты: лишение пищи, немота, жизнь в темноте. Всё это являлось не только упражнением в аскетизме, но также означало отказ от амбиций и всех желаний. В столкновении с трудностями и болью, мальчик получал послание о том, что больше не может вернуться домой прежним. Посвящение обычно включало тройное откровение: священного, смерти и сексуальности. Все три вида опыта у ребёнка отсутствуют, поэтому посвящённый во время ритуала узнаёт о них и затем включает в структуру своей жизни. Физические испытания, зачастую мучительные, преследовали цель покорности, за которой стояло символическое возвращение к изначальному ещё не оформленному состоянию, вызывавшему символическое переживание смерти и нового рождения. Мистическая смерть детей и их пробуждение являлась частью грандиозного повторения Космогонии, священной истории Мира. Религиозно-мистические переживания были неотъемлемой частью этого этапа. Смерть при посвящении одновременно означала конец детства, неведения и состояния непосвящённости.
- включения или восстановления (лат. reagregation). Только после обрядовых испытаний подросток признавался ответственным членом общества, то есть взрослым, со всеми присущими правами и обязанностями в сообществе.

### Шаманская инициация
Считается, что шаманом становятся:

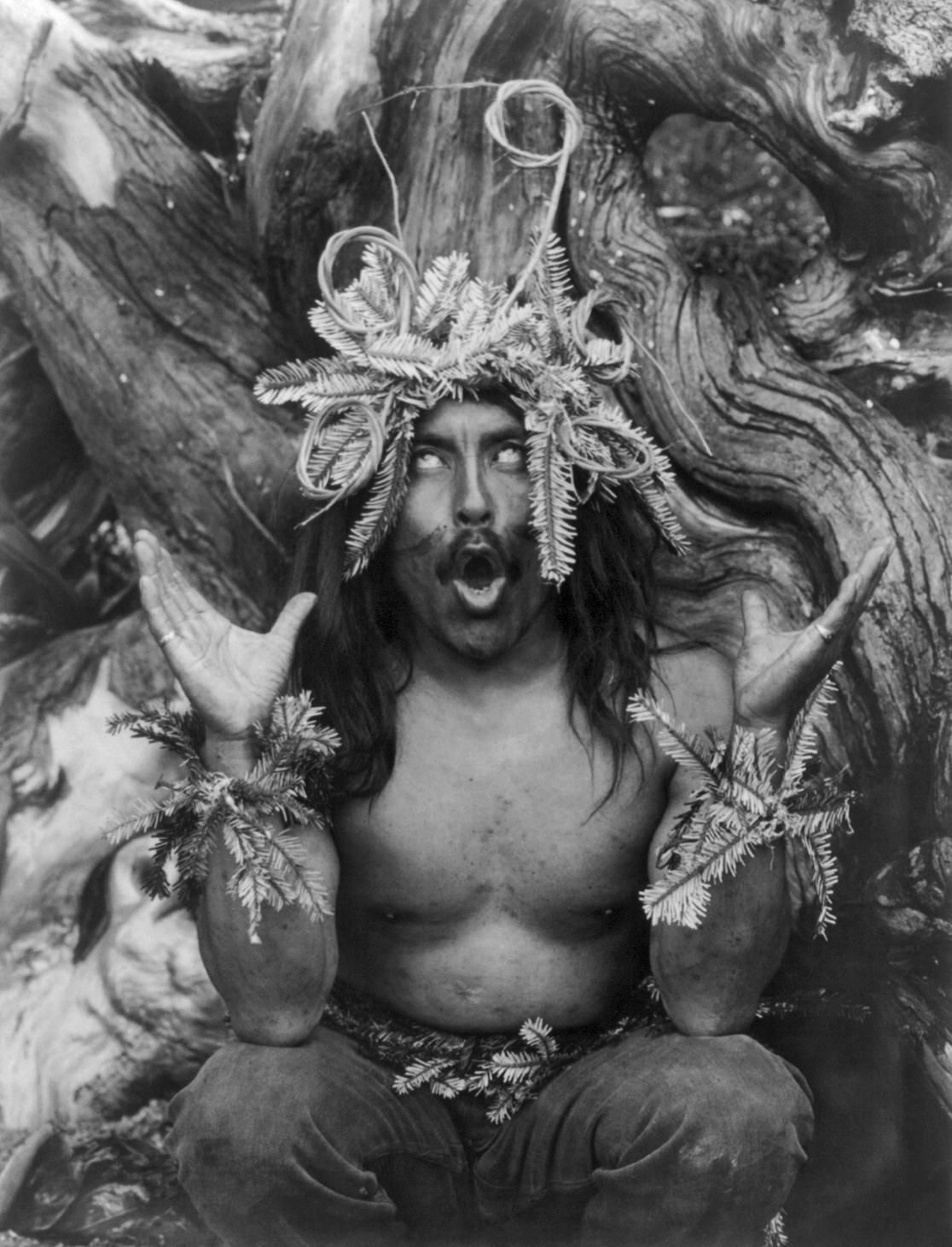
Обряд хаматса у квакиутл. Фотография Эдварда Кёртиса 1914 года

- по спонтанному призванию («зов», «избранничество»);
- по наследственной передаче «профессии» шамана;
- по личному решению или, реже — по воле клана.

Во многих традициях считается, что шаманизм, независимо от того, наследственный он или спонтанный, всегда — дар богов или духов. Шаман начинает свою новую истинную жизнь через инициацию или духовный кризис, вмещающий в себя особый трагизм и красоту. Избрание сопровождается особой «шаманской болезнью», которая служит мостом к другой реальности и позволяет перейти человеку от одного мировосприятия (через его разрушение), к другому, более полному и совершенному; адаптироваться физически и духовно к жизни в двух мирах.
Сны, необычные состояния сознания, которые испытывает будущий шаман при посвящении, имеют определённую структуру, традиционную модель, которая хорошо известна в истории религии, и, несмотря на мнения некоторых авторов, лишена беспорядочных галлюцинаций или фантазий. Эти переживания почти всегда включают одну или несколько основных тем: расчленение тела, обновление органов, вознесение на Небеса и общение с богами или духами, нисхождение в Преисподнюю, разговор с богами и душами умерших, а также разнообразные откровения шаманской и религиозной природы. Отсутствие тех или иных элементов в посвящении указывает на определённую религиозную ориентацию шаманских техник, а также будущих задач, стоящих перед шаманом. Как правило, шаманы демонстрируют более чем нормальную нервную конституцию: они умеют концентрироваться с интенсивностью, недоступной простым смертным, и способны на изнурительные усилия. Память и способность самоконтроля у шамана выше средних, а в интеллектуальном отношении он часто превосходит свою среду.

## Посвятительные обряды славян
Как и у других земледельческих народов, у славян исторического времени не сохранилось в чистом виде подростковой инициации, предполагающей истязания с комплексом «умирания» и «оживания». Владимир Пропп находил воспоминания о данных посвятительных обрядах в русских волшебных сказках (см. его монографию «Исторические корни волшебной сказки», 1946).
Посвятительные обряды у славян — это комплекс обрядовых действий и ритуализованных практик, призванных обеспечить их объектам переход в следующую поло- и общественно-возрастную группу. У славян наибольшее развитие получили посвящения, адресованные молодёжи брачного возраста и молодожёнам, в меньшей степени — детям. Посвятительные обряды могли быть частью календарных, семейных (родинно-крестинных и свадебных) и хозяйственных обрядов. Почти всегда они имели публичный, общественный характер. Иногда посвящения занимали значительное место в традиционной культуре того или иного региона, в других случаях обряды как таковые отсутствовали, и переход в следующую группу оформлялся с помощью отдельных обычаев и ритуальных практик. Посвятительные обряды в наиболее полном виде включали в себя:
1. демонстрацию неофитами навыков, касающихся их будущих социальных ролей и профессиональной деятельности (например, для парней — умение косить; для молодой жены — печь хлеб, убирать дом, носить воду);
2. участие посвящаемых в некоем публичном обряде или празднике;
3. испытания физической ловкости и умений (например, плясать), проводимые в виде состязаний (залезание на столб, бег наперегонки), часто во время тех же публичных обрядов;
4. поношения, шутки, издевательства и физическое насилие со стороны старших;
5. угощение, устраиваемое неофитами для всей группы, в которую они вступают;
6. доведение до сведения всего сообщества свершившегося перехода неофита в старшую группу; его чествование.

### Примеры славянских посвятительных обрядов
- Кумление — русский обряд инициации девушек
- Лазарование — балканский обряд инициации девушек
- Калита — украинский обряд инициации парней

## Современные обряды
Иногда трудно отличить обряды племенного посвящения от обрядов тайного общества или же обряды принятия в тайное общество от обрядов шаманского посвящения.
Тайные общества начались от отрядов воинов-охотников, для вступления в которые требовалось пройти изощрённые посвятительные испытания.
Термин часто имеет отношение с переходом от детства до взрослой жизни и может вовлечь секретные или частные процедуры и/или болезненные и трудные испытания прежде, чем новичок мог стать «реальным» или «принятым» в сообщество мужчиной или женщиной.
Своеобразным отголоском обряда инициации является принятие воинской присяги.
Под «инициацией» в некоторых оккультных обществах подразумевается посвящение неофита в действующие маги.
В Южно-Африканской Республике действуют «школы инициации», где подросткам нелегально делают обрезание. Точное количество этих школ неизвестно. Только во время чемпионата мира по футболу 2010 года после прохождения инициации в этих школах скончались 33 человека (по состоянию на 26 июня). Другим юношам, ставшим жертвами школ, пришлось удалять пенисы, чтобы избежать летального исхода. В народе школы стали называть «школами смерти». Полиция и врачи прилагают усилия для закрытия школ.

### Примеры сохранившихся посвятительных обрядов
- Обрезание крайней плоти в исламе и иудаизме.
- Крещение и миропомазание (конфирмация) в христианстве.
- Возложение священного шнура у индуистов.
- Бар-мицва и бат-мицва